# Mihăilești (gmina)
Mihăilești – gmina w Rumunii, w okręgu Buzău. Obejmuje miejscowości Colțăneni, Mărgineanu, Mihăilești i Satu Nou. W 2011 roku liczyła 2084 mieszkańców.